# 希氏美麗蚌
希氏美麗蚌（Lampsilis higginsii），又名何金氏真珠蚌，是美國特有的一種淡水蚌。